# Tramwaje w Awdijiwce
Tramwaje w Awdijiwce – zawieszony system komunikacji tramwajowej w ukraińskim mieście Awdijiwka.

## Historia
Budowę linii tramwajowej rozpoczęto w 1963 r. Linię uruchomiono w 1965 r. W 1986 r. otwarto przedłużenie linii do miejscowości Spartak na granicy Doniecka, a w 2000 r. ją zlikwidowano. W czasie wojny w Donbasie sieć została zniszczona. Pierwszego października 2016 ponownie uruchomiono tramwaje w relacji Zajezdnia Tramwajowa – Główna Brama Kombinatu. Ruch wstrzymano jednak w 2017 r.

## Linie tramwajowe

### Zawieszone
| Linia | Trasa |
| ----- | --- |
|       | Wuł. Nekrasowa ↔ Czetwerta prochidna AKCHZ Młyn – wuł. Worobjowa – Pałac kultury – Burewisnyk – Usmiszka – Tramwajne depo – Mechkołona – Zawod metałokonstrukcij – Wokzał – Awtobaza – Trest – Centralna prochidna AKCHZ – Druha prochidna AKCHZ – Tretia prochidna AKCHZ |
|       | Wuł. Nekrasowa ↔ Centralna prochidna AKCHZ Młyn – wuł. Worobjowa – Pałac kultury – Burewisnyk – Usmiszka – Tramwajne depo – Mechkołona – Zawod metałokonstrukcij – Wokzał – Awtobaza – Trest                                                                              |

## Tabor
Źródło
| Zdjęcie        | Typ            | Eksploatacja od | Liczba |
| -------------- | -------------- | --------------- | ------ |
|                | KTM-5M3        | 1976            | 21     |
|                | KTM-5A         | 1991            | 2      |
| Łączna liczba: | Łączna liczba: | Łączna liczba:  | 23     |

Tabor techniczny składał się z dwóch wagonów.